# Protocole III
Protocole II
Le Protocole III, de son nom complet protocole additionnel aux conventions de Genève du 12 août 1949 relatif à l'adoption d'un signe distinctif additionnel du 8 décembre 2005 est un protocole qui amende les conventions de Genève. Il porte sur l'adoption d'un nouvel emblème distinctif. Selon ce protocole, l'emblème protecteur du cristal rouge peut être affiché par le personnel médical et religieux en temps de guerre, au lieu des emblèmes traditionnels de la Croix rouge ou du Croissant rouge. Les personnes qui arborent l'un de ces emblèmes protecteurs s'attachent à des missions humanitaires et doivent être protégées par toutes les parties au conflit.

## Histoire

« Cristal rouge » entourant l'étoile de David rouge symbolisant le Magen David Adom, tel qu'il a été autorisé pour les opérations d'aide hors d'Israël, en 2005.

À partir du milieu du XIXe siècle, les pays s'accordent de plus en plus sur la nécessité de distinguer le personnel médical des combattants pour que les commandants militaires évitent de les attaquer et, au contraire, pour qu'ils les protègent. Pour y remédier, les États s'accordent sur la première convention de Genève afin de définir un emblème distinctif au bénéfice du personnel médical qui opère sur les champs de bataille dans le cadre de leur mission humanitaire et qui possèdent le statut de non-combattants. À ce moment-là, le symbole choisi est celui d'une croix rouge sur un fond blanc. Or, les nations composées de musulmans ont émis des réserves sur ce symbole car il évoque une croix chrétienne. Dès 1876, l'empire ottoman introduit le croissant rouge comme alternative à la croix rouge. D'autres emblèmes ont été proposés, dont le lion rouge et le soleil, l'usage conjoint des deux emblèmes par le CICR en Érythrée et le bouclier rouge de David en Israël. Au fil du temps, l'adoption d'un emblème unique et universel a soulevé deux difficultés récurrentes :
- Ces symboles peuvent être compris comme porteurs de connotations religieuses, culturelles ou politiques. Cette perception est incompatible avec le statut neutre et humanitaire du personnel médical dans le cadre des conflits armés ;
- Ces emblèmes renvoient à l'adhésion aux différentes sociétés nationales de la fédération. Les membres doivent porter la croix rouge ou le croissant rouge. Comme les membres du Magen David Adom étaient réticents à abandonner leur emblème, ils n'avaient pas le droit de se présenter comme membres de la fédération. Or, ne pouvant s'en réclamer, ils ne bénéficiaient pas de certaines protections prévues dans les conventions de Genève.

Carte des parties et signataires du Protocole III, en juillet 2025 :
États parties (80)
États signataires (21)
Ni parties ni signataires

En 2005, une délégation internationale parvient à une solution inclusive avec l'adoption du Protocole III. Le Magen David Adom bénéficie des protections prévues dans les Conventions de Genève tant que ses membres arborent le cristal rouge pendant un conflit international. En juillet 2025, le Protocole III avait été ratifié par 80 pays et signé par 20 autres. Le traité entre en vigueur le 14 janvier 2007.

## Règles d'utilisation
L'article 2 de ce bref protocole reconnaît un nouvel emblème distinctif, le cristal rouge, qui peut être utilisé en même temps que la croix rouge ou le croissant rouge, et dans le même objectif. Les trois symboles bénéficient du même statut légal.
Ces trois emblèmes peuvent être utilisés dans deux cas :
- Utilisation protectrice. Le personnel médical et religieux peut apposer l'emblème sur sa propre personne, ses véhicules, ses navires et ses bâtiments pour annoncer sa mission humanitaire et la protection de son statut conformément aux conventions de Genève. Ces emblèmes ne donnent pas un statut protégé, ils montrent le statut protégé du porteur. Les membres protégés des forces armées peuvent porter ces signes tout le temps. Les institutions civiles, comme les hôpitaux, peuvent utiliser ces signes à titre temporaire, dans le cadre d'un conflit armé.
- Utilisation pour montrer son appartenance. Les membres du mouvement international de la Croix-Rouge et du Croissant-Rouge peuvent porter les emblèmes, en période de paix ou de guerre, pour montrer leur appartenance à l'institution.

L'utilisation des emblèmes à mauvais escient est prohibée par le droit international. En effet, détourner l'utilisation risque de saper la valeur protectrice des emblèmes et l'efficacité des travailleurs humanitaires. Détourner ces emblèmes pour protéger des combattants et du matériel militaire, dans l'intention de tromper un adversaire, est une perfidie et peut constituer un crime de guerre.